# In the Flat Field
In The Flat Field è il primo album in studio del gruppo musicale britannico Bauhaus, pubblicato il 3 novembre 1980.

## Registrazione
Registrato tra il dicembre del 1979 e il luglio del 1980, il disco viene considerato uno dei primi album del genere gothic rock.
Dopo un tour di 30 date, il gruppo si recò ai Southern Studios di Londra per registrare il loro primo album; poiché avevano già bene in mente il tipo di sound che volevano, i membri decisero di prodursi da soli. Mentre la maggior parte dell'album venne completata entro i tempi stabiliti (settembre 1980), il gruppo trovò difficoltà nell'incidere una versione di Double Dare buona quanto quella registrata durante un'esibizione nel programma radiofonico del disc jockey John Peel. Quindi chiesero alla BBC il permesso di utilizzare i nastri di Peel, ma a causa delle difficoltà burocratiche e dell'ostruzionismo del sindacato dei musicisti, il processo richiese più di un mese.

## Pubblicazione
Venne pubblicato il 3 novembre del 1980, come prima uscita della nascente etichetta discografica 4AD.
L'album uscì in formato CD nell'aprile 1988, con l'aggiunta di otto tracce bonus inclusi i singoli Dark Entries, Terror Couple Kill Colonel e una cover di Telegram Sam dei T. Rex. Cinque di queste bonus track erano già state pubblicate in precedenza sull'EP 4AD nel 1983.
Il 19 ottobre 2009, la 4AD/Beggars Banquet ristampò l'album in edizione speciale "Omnibus", con le nove tracce dell'album originale rimasterizzate in digitale a 24-bit, più un bonus disc di 16 brani relativo a singoli, outtakes, versioni alternative, ecc. Venne allegato un libretto di foto, commenti da parte dei membri del gruppo, testi, e un racconto di Kevin Brooksbank sulla nascita dei Bauhaus, dei singoli e dell'album.

## Accoglienza
| Recensione       | Giudizio |
| ---------------- | -------- |
| AllMusic         | [ 7 ]    |
| Classic Rock     | 8/10     |
| Drowned in Sound | 9/10     |
| Pitchfork        | 9.2/10   |
| Record Collector | [ 11 ]   |
| Piero Scaruffi   | 6.5/10   |

L'album non venne ben accolto dalla critica, ma conquistò la vetta delle classifiche indipendenti ed entrò nella UK Albums Chart, raggiungendo la posizione numero 72 durante la sua unica settimana di permanenza.
Sebbene ricevesse recensioni positive in pubblicazioni fanzine amatoriali, l'album fu "assolutamente massacrato" dalla stampa musicale britannica alla sua pubblicazione, secondo il biografo dei Bauhaus Ian Shirley. NME lo descrisse "nove lamenti senza senso e flagelli privi anche del più superficiale contorno di interesse, un disco che merita tutti gli aggettivi schiaccianti solitamente rivolti ai cupi modernisti". In conclusione, il recensore Andy Gill liquidò la band come una sorta di "Black Sabbath hipster dei poveri". Dave McCullough di Sounds fu parimenti negativo: "Niente canzoni. Solo tracce (ugh). Troppo pretestuoso e presuntuoso. Indulgenza pigra invece di ispirata goticità. Freddamente catatonico."
Lo statunitense Trouser Press, tuttavia, definì l'album "un denso, sconnesso patchwork di suoni e sentimenti incerti, sorretti da un battito pressato e incessante. Scavando nel profondo del lato oscuro della psiche umana, i Bauhaus evocano immagini inquietanti di un mondo votato alla morte e al decadimento."
Nella sua recensione retrospettiva su AllMusic, Ned Raggett elogiò il disco, scrivendo "pochi album di debutto sono mai arrivati così quasi perfettamente formati". mentre Jeff Terich di Treble descrisse lo stile delle canzoni presenti nell'album "post-punk contorto e di ispirazione glam". Jonathan Selzer della rivista Classic Rock ha definito l'album "straordinariamente padrone di sé, un distillato di influenze che svelano un potente universo disegnato dai Bauhaus."

## Brani
L'album contiene un'ampia gamma di ispirazioni e di idee, declinati attraverso diversi generi musicali e un sound del tutto innovativo. La prima canzone è Double Dare che diverrà una delle più famose; poi segue la traccia che dà il nome all'album, più cupa. God In an Alcove si inoltra nel glam, mentre Dive nel punk. In Stigmata Martyr Peter Murphy declama versi in latino. Nella versione "espansa" del 1988 troviamo anche le cover di Telegram Sam (T. Rex) e di Rosegarden Funeral of Sores (John Cale), e a completare l'album abbiamo Scopes e Untitled, e infine Crowds, suonata interamente al pianoforte, accompagnato dalla voce di Murphy. L'album contiene anche un rifacimento di God In an Alcove e di Spy in The Cab.

## Tracce
LP 1980
1. Double Dare – 4:54
2. In the Flat Field – 5:00
3. God in an Alcove – 4:08
4. Dive – 2:13
5. Spy in the Cab – 4:31
6. Small Talk Stinks – 3:35
7. St. Vitus Dance – 3:31
8. Stigmata Martyr – 3:46
9. Nerves – 7:06

Durata totale: 38:44
CD 1988
1. Dark Entries – 3:52
2. Double Dare – 4:54
3. In the Flat Field – 5:00
4. God in an Alcove – 4:08
5. Dive – 2:13
6. Spy in the Cab – 4:31
7. Small Talk Stinks – 3:35
8. St. Vitus Dance – 3:31
9. Stigmata Martyr – 3:46
10. Nerves – 7:06
11. Telegram Sam – 2:11
12. Rosegarden Funeral of Sores – 5:34
13. Terror Couple Kill Colonel – 4:21
14. Scopes – 1:34
15. Untitled – 1:27
16. God in an Alcove – 4:09
17. Crowds – 3:15
18. Terror Couple Kill Colonel (Remix) – 4:32

Durata totale: 69:39

## Formazione
- Peter Murphy – voce, chitarra, produzione, design copertina
- Daniel Ash – chitarra, sassofono, produzione, design copertina
- David J – basso, produzione, design copertina
- Kevin Haskins – batteria, produzione, design copertina

Personale tecnico
- Paul Cook – ingegnere del suono
- Glen Campling – scaletta brani